# Суровщиков, Василий Васильевич (попечитель)
Суровщиков, Василий Васильевич (1 (12) января 1796 — не ранее 1864) — общественный деятель, действительный статский советник.
Родоначальник угасшего, по мужской линии, московского дворянского  рода Суровщиковых. Член Попечительного совета заведений общественного призрения г. Москвы и попечитель уездных Богоугодных заведений Московской губернии.

## Биография
Из купеческого сословия и обер-офицерских детей. Его прадед — Василий Осипов (1689—?), в начале XVIII в. прибыл в Москву, по одним сведениям — из посадских г. Владимира, а по другим — из оброчных крестьян села Танинского, и позднее получил, по роду своего торга в старом суровском ряду Китай-города, фамильное прозвание Суровщикова. Известно, что 8 (19) августа 1717 Василий Осипов купил от Сергея Фёдоровича Второва и родной его сестры, девицы Марии, детей умершего подьячего Приказа Казанского дворца Фёдора Михайловича Второва, московский двор, доставшийся им после деда – подьячего Сибирского приказа Михаила Никифорова Второва, состоящий за Яузскими воротами, на белой земле, в приходе церкви Живоначальной Троицы, что в Серебрениках. Этот двор наследовал сын Василия — Василий Васильевич (старший), родившийся в Москве то ли в 1716, то ли в 1721, который значительно его расширил, купив домовладения соседей. С его именем связан расцвет купеческой деятельности Суровщиковых.
Внук видного московского 1-й гильдии купца, суконного и мишурного фабриканта В. В. Суровщикова (старшего) (1716—1780). Сын отставного секунд-майора Орловского пехотного полка Василия Васильевича Суровщикова (младшего) (1767—1811), владельца сельца, прославившегося знаменитой усадьбой «Мураново», московского именитого гражданина, бюргермейстера и первостатейного 1-й гильдии купца.
После смерти отца в апреле 1811 года, принят своекоштным студентом философского ф-та Императорского Московского университета 18 (30) августа 1811. Не окончив полного курса, в мае 1814 уволился из университета для вступления в статскую службу. Переехал в С.-Петербург. В звании студента с 1 (13) апреля 1815 определён чиновником в канцелярию статс-секретаря Его Величества, сенатора, управляющего делами Комитета министров, тайного советника Петра Степановича Молчанова. После отставки в декабре 1815 Молчанова от должности, служил там же, в канцелярии Комитета министров, под начальством нового управляющего делами комитета, статс-секретаря Его Величества, действительного статского советника В. Р. Марченко. Вместе с сослуживцем — С. П. Жихаревым, упоминается в автобиографических заметках Марченко как один из наиболее способных чиновников его канцелярии. Сопровождал и работал при статс-секретаре во время его поездок по России. В частности, во второй половине 1817 работал при Марченко в Москве, во время посещения столицы Александром I и императорским Двором.
Высочайшим указом от 2 (14) мая 1815, из студентов пожалован, за отличие по службе, в чин губернского секретаря. Высочайшим указом от 1 (13) августа 1815, пожалован, за отличие по службе, в чин коллежского секретаря. За отличную службу по канцелярии Комитета министров, в течение пяти месяцев прошёл путь чинопроизводства, занимавший шесть лет по выслуге. За отличие по службе, засвидетельствованную начальством, пожалован кавалером ордена Святой Анны 3 степени 5 (17) марта 1817.  В. Р. Марченко записал по поводу награждения: «В феврале 1817 г., подав отчет о делах комитета, которые все очищены были, просил я награды чиновникам. Государь остался столь доволен был успешным течением дел, что утвердил вполне представление мое». Определением московского ДДС, в 1818 внесён, по ордену, в III ч. ДРК Московской губернии. В 1854 утверждён в потомственном дворянстве указом Сената.
Продолжал службу чиновником канцелярии Комитета министров при действительном статском советнике Иване Петровиче Колосове  и действительном статском советнике Иване Фёдоровиче Сухопрудском. За усердную службу пожалован титулярным советником 11 (23) декабря 1817; в 1820 высочайше награждён подарком по чину и бриллиантовым перстнем. Пожалован, за выслугу лет, в коллежские асессоры 27 июля (8 августа) 1822, со старшинством с 11 (23) декабря 1821.
Тем чином в 1823 переведён в ведомство М-ва финансов, секретарём директора Департамента государственных имуществ, сенатора, тайного советника Н. П. Дубенского. В том чине и в той должности в апреле 1824 женился, породнившись со знаменитой династией российских военачальников — Тучковыми. Пожалован, в награду отличных трудов и усердия к службе, кавалером ордена Святого Владимира 4 степени 31 декабря 1825 (12 января 1826).
Пожалование Суровщикова владимирским кавалером, которое состоялось сразу после восстания на Сенатской площади, примечательно тем, что его шурином был декабрист — А. А. Тучков. В этой связи молодая семья Суровщикова оказалась прикосновенна к делу декабристов. В секретном архиве III отделения хранятся документы, касающиеся переписки его жены об арестах декабристов и заседаниях Верховного уголовного суда. Младшая сестра Суровщикова —  Анастасия Фалеева, была снохой надворной советницы Ф. В. Петрашевской, жены В. М. Петрашевского, спасавшего смертельно раненного на Сенатской площади графа М. А. Милорадовича, и матери революционера М. В. Петрашевского.
Хотя Суровщиков не имел отношения ни к тайным обществам, ни к событиям декабря 1825, они не прошли для него бесследно. В следующем — 1826, из секретарей Н. П. Дубенского переведён на разъездную должность чиновника особых поручений при общей канцелярии Департамента государственных имуществ. Состоял в той должности до отставки в 1830. В 1828 пожалован, за выслугу лет, в надворные советники, а 25 октября (6 ноября) 1829 — в коллежские советники, за отличие по службе, со старшинством. С 16 (28) ноября 1830 отставлен, по прошению, от должности, с причислением к Герольдии; с 23 января (4 февраля) 1831 уволен, по прошению, вовсе от службы, с пожалованием чина статского советника. Находясь в отставке, награждён знаком отличия беспорочной службы за «XV» лет 22 августа (3 сентября) 1831.
Был вне службы с октября 1830, а в отставке — с января 1831, по июль 1833. Из отставных статских советников, с 15 (27) июля 1833 определён в службу вновь, прежним чином коллежского советника, в придворный штат, на должность правителя дел (начальника) канцелярии Строительной комиссии при Кабинете Е. И. В. учреждённой, состоящей под непосредственным начальством управляющего Кабинетом. Прослужил в той должности четыре года. По прошению, в 1837 вновь был уволен от службы. Однако, без пожалования следующим чином.
Был в отставке в 1837 по 1840 год. В 1840 определён в службу вновь, в ведомство М-ва внутренних дел, чиновником особых поручений при канцелярии московского военного ген.-губернатора, князя Д. В. Голицына. В августе 1842 назначен членом Московского попечительного совета заведений общественного призрения и попечителем уездных Богоугодных заведений Московской губернии. Основной его обязанностью был сбор сведений об устройстве и состоянии уездных больниц и богаделен. Служил в тех должностях до отставки. Высочайшим указом от 9 (21) сентября 1843, пожалован, за выслугу лет, в чин статского советника, со старшинством с 1 (13) августа 1842. По представлению министра внутренних дел, в награду отлично-ревностной службы и особых трудов, объявлено ему Монаршее благоволение 5 (17) декабря 1843. Уволен в отпуск за границу для излечения на четыре месяца 21 мая (2 июня) 1847. Высочайшим приказом от 10 (22) мая 1848 за № 88, по ведомству М-ва внутренних дел, уволен, по прошению, от службы, с чином действительного статского советника.
Член С.-Петербургского Английского собрания (1829—1835). Действительный член Императорского Московского общества охотников конского бега (1836). Коннозаводчик, в 1840-х активный участник конских бегов, устраиваемых обществом, на которых одерживали победы собственные его жеребцы «Горностай»  и «Степенный». Член временного совета (1842—1843) Московского художественного класса, учредитель и член совета (1846—1850) Московского художественного общества (1.10.1843), один из основателей Московского училища живописи, ваяния и зодчества (1.10.1843). За счет личных средств оказывал денежную помощь воспитанникам училища. В 1857 пожертвовал капитал в 3000 руб. на создание образа св. Благоверного князя Александра Невского, исполненного для иконостаса храма Христа Спасителя профессором живописи Е. С. Сорокиным и др.
После отставки занимался сельским хозяйством. В начале 1860-х был известен как один из видных московских птицеводов, разводивший мясные породы кур (брамапутра и кохинхинок). С 1861 по 1864 г. участвовал в ежегодных выставках птицеводства, устраиваемых в Манеже и Московском зоологическом саду Комитетом по акклиматизации животных и растений при Императорском московском обществе сельского хозяйства (Императорское Русское общество акклиматизации животных и растений) с целью содействия улучшению пород домашней птицы. Выставлял лучшие экземпляры кур породы Брама, за которые награждался похвальными отзывами и призами.
Умер не ранее конца 1864. Дата смерти и место захоронения В. В. Суровщикова не известны. 

## Семья и родственные связи
Вплоть до начала 2000-х годов считалось, что род купца В. В. Суровщикова (старшего) угас, по мужской линии, на втором поколении. Его сын — отставной секунд-майор В. В. Суровщиков, начавший службу в гвардии, и внук — действительный статский советник В. В. Суровщиков, представитель третьего поколения, утверждённый в потомственном дворянстве, не стали продолжателями купеческой династии. Проживая капитал и имущество своих отца с матерью и деда с бабкой, семья Суровщиковых была известна в Москве не столько своей службой, сколько обширными домовладениями и храмостроительством. Часть из городских их усадеб и приходских церквей сохранилась до настоящего времени и как памятники архитектуры XVIII — XIX вв. украшают исторический облик столицы. Значительная часть территории близ храма Христа Спасителя, в р-не Волхонки, застроенных принадлежавшими Суровщиковым общественными банями, торговыми рядами и разными строениями, в 1857 была выкуплена казной за 240 000 руб. 
- Отец — Василий Васильевич Суровщиков (младший) (1767[6] или 1770[34]—28.04.1811[6]), московский 1-й гильдии купец Кошельной слободы (1787)[35], именитый гражданин (1792—1808), бюргермейстер (1799—1802) в камеральном департаменте Ратгауза Москвы, гласный Московской городской шестигласной думы от сословия именитых граждан (1808—1810), первостатейный 1-й гильдии купец (1808—1811), староста прихода церкви Похвалы Божией Матери, что в Башмакове (1810—1811). Выбыв из купечества в лейб-гвардии Измайловский полк, до 1794 состоял на военной службе: с 01.01.1791 из сержантов лейб-гвардии выпущен капитаном Орловского пехотного полка[36]; из капитанов армии уволен в отставку секунд-майором 14.03.1794[37]. В том же — 1794, от секунд-ротмистра лейб-гвардии Конного полка, князя Андрея Михайловича Оболенского, купил знаменитое имение Мураново, которым владел до 1798[38].  После смерти отца и двоюродного своего дяди — купца Ивана Ивановича Суровщикова, наследовал и с матерью владел (совместно и раздельно): родовым двором в приходе церкви Живоначальной Троицы, что в Серебряниках, близ Яузского моста[39], в 1781 построенной, вместо прежнего храма, иждивением его матери, Татьяной Ильиничной Суровщиковой[40]; в приходе церкви святителя Николая Чудотворца в Котельниках, за Яузой рекой[41]; в приходе церкви Зачатия Иоанна Предтечи, что на Ленивом торжке (не сохранилась)[42], по ул. Волхонке; в приходе церкви святителя Николая Чудотворца Мирликийского, что в Голутвине, близ Якиманки[43]; в приходе церкви Похвалы Богородицы (также называемой храмом святителя Николая Чудотворца Явленного), что в Башмакове[44], по ул. Пречистенке; в приходе церкви святителя Николая Чудотворца, что в Толмачах[45], ныне храм-музей Третьяковской галереи. Семье Суровщиковых с 1779 по 1856 год принадлежал большой комплекс прибыльных вольно-торговых общественных бань, с каменными и деревянными строениями, трактирами и харчевнями, именуемых Всесвятскими, сдававшихся в наймы разным содержателям и занимавших квартал (более 0.5 гектаров) в Пречистенской части, близ Всесвятского (Большого) Каменного моста, между Всесвятским переулком, ул. Ленивкой, Всесвятским валом и р. Москвой, ныне — сквер на Пречистенской набережной.
- Мать — из дворян купеческая жена и именитая гражданка Мария Ивановна, урождённая Яковлева (1776–25.01.1834, Покровский монастырь[46]), дочь надворного советника, рязанская помещица и московская домовладелица. После смерти свекрови и мужа управляла московскими домами Суровщиковых, сдававшихся под торговые лавки и наёмные квартиры, а также общественными банями на Волхонке, близ Каменного моста.

Состояла в какой-то родственной связи с внуком С. Я. Яковлева, отставным лейб-гвардии корнетом Алексеем Ивановичем Яковлевым (29.10.1768—15.04.1849), горнопромышленником, владельцем Верх-Исетского горнозаводского округа, в который входили восемь основных чугуноплавильных и железоделательных заводов: Верх-Исетский, Уткинский, Сылвенский, Режевской, Верхнейвинский, Верхнетагильский, Шуралинский и Шайтанский, — а также три вспомогательных: Вогульский, Саргинский и Нижневерхнейвинский. О родстве матери В. В. Суровщикова с династией уральских горнопромышленников Яковлевых свидетельствует тот факт, что гвардии корнет А. И. Яковлев, его жена — Мария Васильевна (1782—8.10.1826), и дочь — Анастасия Алексеевна Мордвинова (1807—09.01.1833), были восприемниками (крестными родителями), со стороны отца — В. В. Суровщикова, всех внуков и внучек Марии Ивановны, рождённых в С.-Петербурге, кроме младшей внучки, рождённой в Москве уже после её смерти. Сослуживец В. В. Суровщикова по канцелярии Комитета министров — С. П. Жихарев, бывавший в доме Сурощиковых, в феврале 1806 называет Марию Ивановну Суровщикову «тёткой» богатейшей московской невесты, красавицы Екатерины Ивановны Яковлевой, в замужестве графини Шереметевой, младшей сестры гвардии корнета А. И. Яковлева.
Кроме московских домов, торговых лавок и бань, за М. И. Суровщиковой состояло благоприобретенное недвижимое имение в селе Воскресенском, Кочуры тож, Данковского уезда, Рязанской губернии, по купчей 1796 года, от бывшего фаворита Екатерины II, действительного камергера И. Н. Римского-Корсакова. В 1834 то имение наследовал её сын — коллежский советник В. В. Суровщиков, а в 1852 владельцем, ещё при жизни отца, стал её внук — коллежский секретарь А. В. Суровщиков. С 1807 и вплоть до своей смерти она вела многолетние тяжбы с генерал-майоршей Евгенией Михайловной Твороговой, урождённой княжной Долгоруковой, вдовой Свиты Е. И. В. ген.-майора Степана Трофимовича Творогова (1769—1816), помещицей смежного села Яковлевского, Орловка тож, Данковского уезда, Рязанской губернии, которая безуспешно оспаривала права М. И. Суровщиковой на имение в с. Воскресенском-Кочуры.  
- Сестра — Анастасия Васильевна Фалеева (1797—?), не позднее февраля 1816[53] выдана замуж за купеческого сына, впоследствии рязанского дворянина[54] и помещика Егора (Георгия) Дмитриевича Фалеева (1784—не ранее 1860); сноха московского городского головы Дмитрия Фёдоровича Фалеева, в доме которого жила вместе с мужем. По-видимому, вскоре после венчания А. В. Фалеева умерла, поскольку в дальнейшем не показана и не упоминается ни в каких имущественно-хозяйственных сделках Фалеевых, в отличие от других членов семьи. Свёкр — Д. Ф. Фалеев (10.05.1750—5.10.1827), московский 1-й гильдии купец Большой Садовой слободы, именитый гражданин, винный откупщик, московский бургомистр в 3-м департаменте городской думы (1792), московский городской голова (1804—1806) и управляющий Московским коммерческим училищем (1804—1806), коллежский асессор (1804) и надворный советник (1808) с купеческим правом, кавалер орд. Св. Анны 2-й ст. «без ограничения»[55]  (31.12.1807[56]), московский домовладелец, рязанский и вологодский[57] помещик. 26 октября (7 ноября) 1820[58] утверждён, по пожалованному ордену, в дворянском достоинстве, и 8 (20) декабря 1823 внесён в III ч. ДРК Рязанской губернии. Свекровь — купеческая дочь Мария Семёновна, урождённая Васильева (1762—12.10.1822).
  - Её муж – Е. Д. Фалеев, средний из трёх сыновей Д. Ф. и М. С. Фалеевых, был старшим братом Федо́ры Дмитриевны Петрашевской (1800[59]  или 1801[53]—7.02.1867[60]) и родным дядей революционера М. В. Петрашевского. В 1810-х состоял при капитале отца и вместе с братом занимался поставками провианта для Балтийского флота, вследствие которых старший его брат — Иван, владевший в С.-Петербурге двумя домами[61], был признан несостоятельным должником «невинно упадшем»[62]. C 18 (30) января 1822 уволен из купечества в статскую службу[63]. Однако, в гражданский чин не производился. Вместе со старшим братом Иваном внесён в 1 ч. ДРК Рязанской губернии 20 сентября (2 октября) 1830. Со второй половины 1820-х и вплоть до первой половины 1860-х показан как неслужащий дворянин. Помещик благоприобретенных и наследованных от братьев недвижимых имений в Спасском уезде Рязанской губернии, Московском и Тульском уездах тех же губерний, Елатомском уезде Тамбовской губ. Активно участвовал в коммерческих сделках. Жил в своём довольно крупном благоприобретенном имении в селе Ирцы, 2 стана Спасского уезда. Владел винокуренным и лесопильным заводами. На протяжении двух десятков лет был содержателем и комиссионером винных откупов в разных уездах: Опочецком, Псковской губ. (1843—1847); Подольском и Бронницком, Московской губ. (1847—1851); Перемышльском, Калужской губ. (1857—1859); Чернском (1855—1857) и Белёвском (1857—1859), Тульской губ.; Скопинском (1859—1863), Рязанской губ.; Вятском (1859—1863) той же губ.; Архангельском (1859—1863) той же губ. Потомство его не известно.
- Жена (с 16 апреля 1824[64]) — Елизавета Алексеевна, урождённая Тучкова (1800[65]—не ранее 1868). Младшая дочь предводителя дворянства Звенигородского уезда Московской губернии, ген.-майора Алексея Алексеевича Тучкова (1766—6.05.1853) и Каролины Ивановны, урождённой Ивановской. Сестра декабриста А. А. Тучкова. По духовной, явленной и утверждённой 6 (18) сентября 1846 в 1-м департаменте Московской гражданской палаты, назначена душеприказчицей и единственной наследницей родового недвижимого имения старшей своей сестры — девицы Анны Алексеевны Тучковой, состоящего Владимирской губернии, Вязниковского уезда, в дер. Фуровой, в коем было, по 8-й ревизии — 1834, крепостных муж. пола 121 душа[66], с землей, как при сей деревне, так и в отхожих пустошах: Костеринской и Влощинской (Игумново тож). Цена тому завещанному имению, по совести, была объявлена в 14 000 руб. серебром[67]. Наследницей движимого имения и капитала А. А. Тучковой была объявлена её воспитанница — некая девица, полячка Каролина (Лидия Павловна) Демблинская (1843[68]—?), которая впоследствии названа «племянницей» В. В. и Е. А. Суровщиковых, жила в их доме и сопровождала их в заграничных поездках.

Московская домовладелица. За ней благоприобретенный деревянный дом, со всяким при нём каменным и деревянным строением, состоящий Хамовнической части, 3-го квартала, под № 225 (по прежней табели под № 219), по Малому Чудову переулку  (совр. — сквер между Б. Чудовым пер., д. 8, стр. 1, и Комсомольским проспектом). В июле 1859 — октябре 1860 показана нераздельной созаёмщицей супруга, по двум заёмным письмам, выданным от московского купца Ивана Ивановича Вилуана 10 июля 1859 и 1 октября 1860, на общую сумму 1800 руб. серебром. В 1868 показана домовладелицей городской усадьбы Суровщиковых на ул. Пречистенке, которой владела после смерти мужа. Дата смерти и место её захоронения не известны.
Их дети:
- - Мария (9.04.1825—?). Родилась в С.-Петербурге. Крещена 22 апреля в церкви Входа Господня в Иерусалим (Знамения Божией Матери) близ Лигова канала. Восприемники: генерал-майор и кавалер Алексей Алексеевич Тучков и жена корнета гвардии Мария Васильевна Яковлева[71].
  - Алексей (30.03.1826—март 1860[72]) — свояк революционера Н. П. Огарёва, паж (1838), камер-паж (1841), коллежский секретарь (1843), титулярный советник (1858), коллежский асессор (1859), чиновник особых поручений VIII класса при канцелярии Собственного Кабинета Его Величества. Представитель четвёртого поколения рода Суровщиковых. По воспоминаниям двоюродной своей сестры — Н. А. Тучковой-Огаревой, дочери декабриста А. А. Тучкова, супруги Н. П. Огарева и гражданской жены А. И. Герцена, то ли страдал от тяжелой болезни и стойко её переносил, то ли его преследовали жизненные неурядицы: «26 марта н. с. 1860. — Папа пишет, что Алексей Суровщиков умер — больно мне было слышать это, но всё к лучшему, ему было слишком тяжко жить — вчера я думала об нем, надеялась, что приедет и что нам будет грустно хорошо сидя вместе тихо вспоминать былое и молча понимать друг друга»[5]

Родился в С.-Петербурге. Крещён 16 апреля в церкви Входа Господня в Иерусалим (Знамения Божией Матери) близ Лигова канала. Восприемники: отставной гвардии корнет Алексей Иванович Яковлев и Двора Их Величеств фрейлина, девица Анна Александровна Казаринова. Воспитанник Пажеского корпуса: определён в корпус, по общему списку пажей-кандидатов, в сентябре 1838; высочайше пожалован в камер-пажи 5 (17) августа 1841; в июне 1842 показан среди воспитанников, определённых экзаменоваться, за отличие в науках, к выпуску в офицеры гвардии и артиллерии. Однако, среди выпускников 1842 года он не значился. Инспектор классов Пажеского корпуса, ген.-лейтенант И. Ф. Ортенберг, дал ему следующую характеристику: «Ум весьма неосновательный, ветреный и легкомысленный; и самый характер не получил ещё никакого основательного направления – можно даже сказать, что он вовсе бесхарактерен, повинуется влиянию первых впечатлений и обнаруживает отсутствие всякой самостоятельности. Оттуда происходит шаткость в мнениях и познаниях. Впрочем, сердце не злое. Учится довольно прилежно и оказал весьма хорошие успехи в политических и хорошие в остальных науках, в заведении преподаваемых». Высочайшим указом, из камер-пажей выпущен для определения к статским делам, по неспособности к службе военной, с чином коллежского секретаря 2 (14) августа 1843. В том же чине был в отставке; из отставных коллежских секретарей определён в службу старшим чиновником особых поручений к начальнику Тульской губернии и военному губернатору г. Тулы 6 (18) июля 1850. Во время заграничной командировки в Париже весной 1851, по доносу французов, был обвинен в неких «неблаговидных поступках» и мошенничестве, в связи с чем был вынужден подать в отставку. По прошению, уволен от службы коллежским секретарем 26 мая (7 июня) 1851. Был в отставке с 1851 по 1855 год. Из отставных коллежских секретарей с 16 (28) октября 1855 вновь определён в службу, по Инспекторской части Военного м-ва, на должность секретаря канцелярии главнокомандующего Южной Армией и военными сухопутными и морскими силами, в Крыму находящимся, генерала от артиллерии, ген.-адъютанта, кн. М. Д. Горчакова. В том чине и в той должности пожалован, за отлично-усердную и ревностную службу, Монаршим благоволением 27 ноября (9 декабря) 1855. По окончании Крымской войны, тем же чином, в 1856 переведён в придворный штат, на должность чиновника особых поручений VIII класса при главноначальствующем над Кабинетом Е. И. В. и министре Императорского двора, ген.-адъютанте, графе В. Ф. Адлерберге. Служил в той должности до своей кончины. Приказом министра императорского двора от 16 (28) апреля 1859 за № 10 произведён, за отличие, в чин коллежского асессора, со старшинством с 15 (27) сентября 1858. Был холост. Рязанский помещик: в 1852 стал владельцем, по купчей от отца, родового имения в селе Воскресенском, Кочуры тож, Данковского у., Рязанской губ. С.-Петербургский домовладелец: за ним был доходный «каменный в черне выстроенный дом, с флигелями и прочими строениями», состоящий в С.-Петербурге, Московской части, 2-го квартала, по Табелям 1822 и 1846 годов под № 230-м, по закладной от 1 (13) февраля 1860, совершенной во 2-м департаменте С.-Петербургской гражданской палаты, находившийся в залоге с.-петербургского купеческого сына Алексея Фёдоровича Панькова, за 25 тыс. руб. серебром, сроком на два года. Дом А. В. Суровщикова был построен в 1859 по проекту академика архитектуры, инженер штабс-капитана В. В. (Людвиговича) фон Витт; ранее, в 1820-х — 1840-х, на этом участке находился деревянный доходный дом жены с.-петербургского купца, выбывшего в мещанское сословие, Федосьи Ивановны Дериглазовой, урождённой Добрецовой; в 1910-х в доме находилось 2-е московское мужское 4-классное городское начальное училище С.-Петербурга.
- - Анна (22.09.1828—?). Родилась в С.-Петербурге. Крещена 20 сентября (?) в Сергиевском всей артиллерии соборе. Восприемники: отставной гвардии корнет Алексей Иванович Яковлев и дочь его родная, камер-юнкера А. Н. Мордвинова жена Настасья Алексеевна[83], сноха адмирала Н. С. Мордвинова с 2 (14) сентября 1828[84].
  - Сергей (02.11.1831—?). Родился в С.-Петербурге. Крещён 23 ноября в Сергиевском всей артиллерии соборе. Восприемники: гвардии отставной корнет Алексей Иванович Яковлев и Двора Его Величества камергера А. Н. Мордвинова жена Настасья Алексеевна, и ген.-лейтенант С. А. Тучков, и отставного ген.-майора Алексея Алексеевича Тучкова жена Каролина Ивановна[85]. Потомство его не известно.
  - Василий (12.01.1834—2.12.1836). Родился в С.-Петербурге. Крещён 24 января в Сергиевском всей артиллерии соборе. Восприемники: отставной гвардии корнет Алексей Иванович Яковлев и ген.-майора Алексея Алексеева Тучкова жена Каролина Ивановна[86]. Умер в Москве[6].
  - Анастасия Васильевна Всеволожская (31.10.1835—12.12.1855) — коллежская секретарша. Родилась в Москве. Крещена 1 декабря в церкви Спаса Нерукотворного Образа, что на Убогих домах (именуемой также церковью Параскевы Пятницы Великомученицы на Божедомке), у Пречистенских ворот. Восприемники: отставной генерал-майор Алексей Алексеевич Тучков и дочь его девица Анна Алексеевна Тучкова. С 11 (23) ноября 1851[87] была замужем за служащим в канцелярии финляндского генерал-губернатора коллежским секретарем Владимиром Александровичем Всеволожским (11.10.1824—7.06.1880)[88], первая его жена. Поручители по женихе: брат его родной, отставной штаб-ротмистр Дмитрий Александрович Всеволожский и штаб-ротмистр князь Константин Фёдорович Голицын; по невесте: брат её родной, коллежский секретарь Алексей Васильевич Суровщиков и коллежский асессор Пётр Михайлович Колчин. Умерла в Москве. Единственная ёё дочь — Мария Владимировна Всеволожская (02.06.1854—?), родилась в С.-Петербурге. Крещена 18 июня в церкви Входа Господня в Иерусалим (Знамения Божией Матери) близ Лигова канала. Восприемники: член Мануфактурного совета Д-та мануфактур и внутренней торговли, состоящий в должности гофмейстера Двора Его Величества, действительный статский советник и кавалер Н. В. Всеволожский и действительного статского советника Василия Васильевича Суровщикова жена Елизавета Алексеевна Суровщикова, урождённая Тучкова, а вместо её от купели принимала генерал-лейтенанта П. А. Тучкова жена Елизавета Ивановна Тучкова, урождённая Веригина.[89]

## Владения
В. В. Суровщиков владел недвижимым имением, состоящим из родовых и благоприобретенных в разное время деревянных и каменных зданий, строений, лавок и земельных участков в Москве, был помещиком Данковского уезда, где ему принадлежало крепостных муж. пола свыше 300 душ. 
- Помещик с. Губино (Губино-на-Нерле), Калязинского у., Тверской губ., бывшего имения тёщи — Тучковой, которым владел с 1834 по 1837 г. Продал имение семье курского губернатора А. С. Кожухова. 
  - По купчей от 21 марта (2 апреля) 1834, писанной во 2-м д-те Московской гражданской палаты, ген.-майорша Каролина Ивановна Тучкова продала [своему зятю] коллежскому советнику и кавалеру Василию Васильевичу Суровщикову недвижимое имение, состоящее Тверской губернии, Калязинского уезда, в селе Губине и писанных в оном, по 7-й ревизии — 1815, дворовых и крестьян муж. пола 68 душ, с женами их и с рожденными от них после 7-й ревизии обоего пола детьми, с землей и со всеми угодьями, и с отхожими пустошами, принадлежащими к тому ж селу Губину, именуемыми: Горки, Перхино, Иванково, Лесково, Федосеево, Пестово, Железниково, Муравищи, Пустоха, Матчешкино, Перекоп, Борисово, — сколько ж в оных пустошах мерой земли неизвестно, ассигнациями за 30 000 руб.
  - По купчей от 7 (19) июня 1835, писанной во 2-м д-те Московской гражданской палаты, продал Угличского уезда, Сигорской волости, деревни Гариц, экономическому крестьянину Марку Филиппову Филиппову, с лесом, сенными покосами и со всему угодьями землю, состоящую Тверской губернии, Калязинского уезда, в отхожей пустоши, именуемой Иванковой, коей мерой земли всего 20 десятин 1076 квадратных сажени, ассигнациями за 600 рублей.
  - По купчей от 22 февраля (6 марта) 1837, писанной во 2-м д-те Московской гражданской палаты, продал дочерям действительного статского советника и кавалера Алексея Степановича Кожухова, девицам Елене и Аделаиде Кожуховым, недвижимое имение, состоящее Тверской губернии, Калязинского уезда, в селе Губине, и писанных в оном, по 8-й ревизии — 1834, крестьян муж. пола из 72—70 душ, с женами их, детьми, землей и с мукомольной на р. Нерли мельницей, владеемой им обще Владимирской губернии, Переславль-Залесского уезда, Никольского монастыря с братией, и всеми вообще угодьями и с отхожими пустошами, состоящими в том же уезде, именуемыми: Горки, Перхино, Лаково, Федосеево, Пестово, Железниково, Муровищи, Пустоха, Матчешкино, Перекоп, Борисово, — сколько ж в оных пустошах земли неизвестно, за 30 000 руб. ассигнациями.
- С 1835 по 1848 год владел благоприобретенной городской усадьбой по ул. Кузнецкий мост, состоящей из двух соседних каменных домовладений, Мясницкой части, 1-го квартала, под №№ 58 и 60, сдававшихся под торговые лавки, склады, типографии, доходные квартиры и пр. Оба здания сохранились до настоящего времени, а на земельных участках, принадлежавших к тем домам, ныне находится вестибюль станции метро «Кузнецкий мост».
  - По купчей от 19 сентября (1 октября) 1835, писанной во 2-м д-те Московской гражданской палаты, отставной ген.-майор Н. Д. Чертков, продал коллежскому советнику и кавалеру В. В. Суровщикову, каменный дом, на белой земле, со всяким при нем жилым и нежилым строением, состоящим в Москве, Мясницкой части, 5-го квартала, под № бывшим 448, потом 410-м, а ныне 1-го квартала, под № 60-м (совр. – ул. Кузнецкий мост, д. 22), ассигнациями за 180 000 руб.[90]
  - 21 февраля (5 марта) 1841 в 1-м департаменте Московской гражданской палаты выдана данная, коллежскому советнику В. В. Суровщикову, на каменный 2-этажный дом титулярного советника Саввы Смирнова, состоящий в Москве, Мясницкой части, 1-го квартала, под № 58 (совр. – ул. Большая Лубянка, д. 2, стр. 1), взыскано пошлин 344 руб.[91]
  - По купчей от 6 (18) февраля 1848, совершенной во 2-м департаменте Московской гражданской палаты, статский советник и кавалер В. В. Суровщиков продал коммерции советнику и временно московскому 1-й гильдии купцу Александру Логинову Тарлецкому, на белой земле, каменные два дома, из коих 1-й трехэтажный, с принадлежащими к оному флигелями и прочими жилыми и нежилыми строениями и землей, состоящий в Москве, Мясницкой части, 1-го квартала, под № 60, и 2-й каменный двухэтажный дом, со всяким при нем каменным жилым и нежилым строением и землею, состоящий в той же Мясницкой части 1-го квартала, под № 58, ценой за 1-й, что под № 60-м, 158 900 руб. серебром, и за 2-й, что под № 58-м, 10 000 руб. серебром, а всего вообще за 168 900 руб. серебром[92], рапортом же Московская городская дума донесла, что означенные два дома оценены, 1-й в 157 142 руб. 86 коп., а 2-й в 8571 руб. 43 коп. серебром.
- Комплекс из каменных и деревянных разно-этажных строений[93] вольно-торговых общественных бань, называемых Всесвятскими, сдававшихся разным содержателям в аренду и являвшихся основным источником дохода семьи Суровщиковых, находился в 1-м квартале Тверской части, близ Каменного моста, между Всесвятским валом и наб. р. Москвы, под общим № 11. В. В. Суровщиков наследовал их после смерти матери и активно использовал в качестве залога под огромные займы. Не сумев вовремя расплатиться с последним кредитором, полковником Николаем Михайловичем Никитиным, ссудившим в 1851 под залог бань 100 000 руб. серебром, Суровщиков был признан несостоятельным должником. По приговору 2-го департамента Московского уездного суда, в октябре 1856 г. бани, за исключением находившегося в другом споре 2-этажного каменного здания с трактиром и землей, выставлены на публичный аукцион в Московском губернском правлени[94], и в январе 1857 были куплены казной за 240 000 руб. ассигнациями.
- С другой стороны площади храма Христа Спасителя, В. В. Суровщиков владел, после матери[95], каменным домом, со всяким при нем строением, торговыми лавками и землей, состоящим в 1-м квартале Пречистенской части, под №№ 19 (по прежней Табели под № 477)[96] и 20 (по прежней Табели под № 495)[97], по Нижнему Лесному переулку и наб. р. Москвы, в приходе церкви Илии Обыденного, как под теми домом, строениями и лавками, так равно и береговой землей. С XVIII в. здесь находились лесные торговые ряды и склады, сдававшиеся под торг разным содержателям и купцам.
- Главный дом городской усадьбы В. В. Суровщикова, в котором жила его семья, состоящей из двух домов, один каменный, другой деревянный на каменном фундаменте, со всяким при них жилым и нежилым надворным каменным строением и землей, Пречистенской части, 4-го квартала, под № бывшим 319, а по Табели 1846 года 2-го квартала, под № 219, по ул. Пречистенке, сохранился до настоящего времени и является памятником архитектуры XVIII в. (совр. — ул. Пречистенка, д. 5, стр. 1). Как и прочие дома, усадьба неоднократно закладывалась разным лицам. Последней такой сделкой стала закладная на оба дома, дворовые строения и службы, совершенная во 2-м д-те Московской гражданской палаты между В. В. Суровщиковым и надворным советником Дмитрием Ивановичем Хрущевым 26 марта (7 апреля) 1864, на сумму 27 000 руб. серебром, сроком на год.
- Наследовал недвижимое имение матери в с. Воскресенском, Кочуры тож, Данковского у., Рязанской губ. По купчей от 29 февраля (12 марта) 1852, совершенной во 2-м д-те Московской гражданской палаты, то имение, в коем писанных, по 9-й ревизии — 1850, дворовых людей 6, крестьян 305, а всего ревизских муж. пола из 311 поступило в продажу 294 души, с их женами, детьми, землей и угодьями, коей земли с угодьями всего мерой 2450 десятин, купил сын — потомственный дворянин, отставной коллежский секретарь Алексей Васильевич Суровщиков, за 36 000 руб. серебром[98].
- После смерти матери В. В. Суровщиков попытался выкупить недвижимое имение своей соседки, ген.- майорши Е. М. Твороговой, в селе Яковлевском, Орловка тож, Данковского уезда. По-видимому, так он хотел избежать новых с ней судебных тяжб. 10 (22) сентября 1838 в Париже Суровщиков заключил с сыном и единственным наследником генеральши, Кавалергардского Её Величества полка поручиком Михаилом Степановичем Твороговым  (5.11.1814—30.01.1865)[99], запродажное условие (предварительный договор) о покупке того имения за 180 000 руб. ассигнациями, заплатив задаток в 5 000 руб. Запродажная купчая была завизирована и скреплена печатью в генеральном консульстве России в Париже. Однако, сделка не состоялась. М. С. Творогов, хотя и получил в 1836 от матери данную на имение, не имел права на продажу того имения, находившегося как под дворянской опекой, так и под запрещением на совершение с ним сделок. По решению первых трёх департаментов Сената, и по высочайшему повелению, суд обязал отставного штабс-ротмистра Творогова вернуть полученный задаток, выплатить Суровщикову неустойку в размере 15 000 руб. за срыв сделки, предусмотренную запродажной купчей, и заплатить проценты на неустойку[100]. Впрочем, Суровщиков денег так и не получил.